# Saint-Alban-d'Hurtières
Saint-Alban-d'Hurtières é uma comuna francesa na região administrativa de Auvérnia-Ródano-Alpes, no departamento da Saboia. Estende-se por uma área de 19.4 km². Em 2010 a comuna tinha 376 habitantes (densidade: 19,4 hab./km²).